# 17. sekretariát ústředního výboru Komunistické strany Číny
17. sekretariát ústředního výboru Komunistické strany Číny (čínsky v českém přepisu Čung-kuo kung-čchan-tang ti-š’-čchi-ťie čung-jang šu-ťi-čchu, pchin-jinem Zhōngguó Gòngchǎndǎng dìshíqījiè Zhōngyāng Shūjichù, znaky 中国共产党第十七届中央书记处) byl v letech 2007–2012 skupinou několika členů ústředního výboru Komunistické strany Číny, která byla částí širšího vedení Komunistické strany Číny a podílela se na každodenním řízení strany.
Sedmnáctý sekretariát byl zvolen 22. října 2007 na prvním zasedání 17. ústředního výboru zvoleného na závěr XVII. sjezdu KS Číny. Sekretariát sestával ze šesti osob (o jednu méně než v předešlém volebním období) – vedl jej Si Ťin-pching jako výkonný tajemník, členy sekretariátu byli dále Liou Jün-šan, Li Jüan-čchao, Che Jung, Ling Ťi-chua a Wang Chu-ning. Z minulého volebního období zůstali Liou Jün-šan a Che Jung, ostatní tajemníci byli v sekretariátu noví.
Z hlediska zastávaných funkcí a úřadů tajemníci sekretariátu stáli v čele nejdůležitějších sekcí stranického aparátu, ale v kontrastu k předešlým desetiletím vypadli tajemníci působící v ozbrojených silách, orgánech bezpečnosti nebo ekonomických a finančních rezortech vlády. Tajemníci sekretariátu tudíž odpovídali za stranickou ideologii a propagandu (Liou Jün-šan), organizaci strany (Li Jüan-čchao), kontrolní orgány strany (Che Jung), tok informací a logistiku vedení strany (Ling Ťi-chua) a přípravu podkladů a návrhů pro vedení strany (Wang Chu-ning). Výjimkou mezi tajemníky byl jejich vedoucí, Si Ťin-pching, který – v rámci přípravy na převzetí vedoucích funkcí ve straně a státu (generálního tajemníka, předsedy vojenské komise a prezidenta) – byl kromě vedoucího postavení v sekretariátu zvolen i místopředsedou ústřední vojenské komise a viceprezidentem Čínské lidové republiky.

## Složení sekretariátu
Jako úřad je uvedeno zaměstnání a funkce vykonávané v době členství v sekretariátu.
| Minulé období                  | Jméno                         | Rok narození                  | Úřady a funkce | Úřady a funkce                | Úřady a funkce | Další období                        |
| Minulé období                  | Jméno                         | Rok narození                  | civilní stranické | civilní státní a jiné         | vojenské | Další období                        |
| Výkonný tajemník sekretariátu  | Výkonný tajemník sekretariátu | Výkonný tajemník sekretariátu | Výkonný tajemník sekretariátu                                                                                         | Výkonný tajemník sekretariátu | Výkonný tajemník sekretariátu                                                                                              | Výkonný tajemník sekretariátu       |
| ------------------------------ | ----------------------------- | ----------------------------- | --- | ----------------------------- | --- | ----------------------------------- |
| –                              | Si Ťin-pching 习近平          | 1953                          | člen stálého výboru politbyra, ředitel Ústřední stranické školy                                                       | viceprezident                 | místopředseda Ústřední vojenské komise KS Číny (od října 2010), místopředseda Ústřední vojenské komise ČLR (od října 2010) | 18., 19. politbyro                  |
| Ostatní tajemníci sekretariátu |                               |                               | |                               | |                                     |
| 16. politbyro, 16. sekretariát | Liou Jün-šan 刘云山           | 1947                          | člen politbyra, místopředseda Ústřední komise pro řízení výstavby duchovní civilizace, vedoucí oddělení propagandy ÚV |                               | | 18. politbyro, 18. sekretariát      |
| –                              | Li Jüan-čchao 李源潮          | 1950                          | člen politbyra, vedoucí organizačního oddělení ÚV                                                                     |                               | | 18. politbyro                       |
| 16. sekretariát                | Che Jung 何勇                 | 1940                          | člen ÚV, zástupce tajemníka Ústřední komise pro kontrolu disciplíny KS Číny                                           |                               | | –                                   |
| –                              | Ling Ťi-chua 令计划           | 1956                          | člen ÚV, vedoucí Hlavní kanceláře ÚV                                                                                  |                               | | –                                   |
| –                              | Wang Chu-ning 王沪宁          | 1955                          | člen ÚV, ředitel Politického výzkumného úřadu ÚV                                                                      |                               | | 18., 19. politbyro, 19. sekretariát |